# Bertiera pedicellata
Bertiera pedicellata là một loài thực vật có hoa trong họ Thiến thảo. Loài này được (Hiern) Wernham mô tả khoa học đầu tiên năm 1912.